# Aurélien Costeplane
Aurélien Costeplane, né le 15 avril 1997 à Toulouse, est un coureur cycliste français. Il participe à des compétitions sur route et sur piste.

## Biographie
Aurélien Costeplane est originaire de Toulouse. Il commence le cyclisme durant sa jeunesse au GSC Blagnac Vélo Sport 31. 
En 2013, il devient champion de France de la course aux points dans la catégorie cadets (moins de 17 ans). Deux ans plus tard, il remporte ce même titre chez les juniors (moins de 19 ans). Il termine également quatrième de la poursuite individuelle aux championnats d'Europe juniors,. Après ses performances, il intègre en  2016 le club Vendée U, alors réserve de l'équipe professionnelle Direct Énergie. 
En 2017, il est sacré champion de France de poursuite par équipes, avec Thomas Denis, Florian Maître et Clément Davy. Toujours sur piste, il participe aux championnats d'Europe juniors et espoirs d'Anadia, où il termine cinquième de la poursuite par équipes et douzième de la poursuite individuelle. L'année suivante, il quitte le Vendée U et intègre l'équipe POC Côte de Lumière, qui évolue en division nationale 2. Aligné aux championnats de France sur piste, il se classe deuxième de la poursuite par équipes et cinquième de la course à l'américaine.
Depuis 2019, il est ambassadeur de la marque montante de roue carbone Inertie-Wheels. Il rejoint en 2020 l'Occitane Cyclisme Formation. Licencié au club d'Albi Vélo Sport. Il remporte en début d'année le Grand Prix d'ouverture de Lafrançaise (anciennement Montauban-Lafrancaise).

## Palmarès sur piste

### Championnats du monde
- Pruszków 2019
  - 16e de la poursuite par équipe[8]

### Championnats d'Europe
| Édition / Épreuve   | Scratch |
| Gand 2019 (espoirs) | Bronze  |

### Championnats de France
- 2013
  -  Champion de France de la course aux points cadets
  - 2e de la poursuite cadets
- 2015
  -  Champion de France de la course aux points juniors
  - 3e de la poursuite juniors
- 2016
  - 2e de la poursuite par équipes
- 2017
  -  Champion de France de poursuite par équipes (avec Thomas Denis, Florian Maître et Clément Davy)
- 2018
  - 2e de la poursuite par équipes
  - 3e de la poursuite individuelle

## Palmarès sur route
- 2016
  - 3e étape de l'Essor breton (contre-la-montre par équipes)
- 2021
  - 2e du Tour des 4B Sud Charente
  - 2e du championnat d'Occitanie sur route
  - 2e du Tour des Landes
  - 3e du Grand Prix d'Ouverture de Carlus
- 2022
  - 2e du Grand Prix de Monpazier
- 2023
  - Grand Prix de Gleizé
- 2024
  - Champion d'Occitanie sur route[9]
  - Grand Prix de Cintegabelle
  - Tour Cycliste Antenne Réunion  : 
    - Classement général
    - 1re et 6e étapes

  - 3e du Grand Prix du Mont Pujols
  - 3e du Tour de la Manche